# Brachisztochron-probléma
Johann Bernoulli svájci matematikus 1696-ban vetette fel híres feladatát, a brachisztochron-problémát.

Az ábra jobb széléig hogyan gurul a golyó a leggyorsabban? Demonstráció: Egyenletes gravitáció mellett súrlódás nélkül gördülő golyók egy optimálisan ívelt - ciklois (fekete) és különböző meredekségű egyenesekben. Látható, hogy a görbén haladó golyó mindig legyőzi a pályák metszéspontjáig egyenes úton haladó golyókat.

## A feladat
Egy függőleges síkon vegyünk fel két pontot, A-t és B-t úgy, hogy ne ugyanazon a függőleges, illetve vízszintes egyenesen helyezkedjenek el. Milyen alakú az a lejtő pálya, amelyen a gravitációs mező hatására súrlódás nélkül csúszva egy test kezdősebesség nélkül a legrövidebb idő alatt jut el magasabb A-ból a B-be?
A brachisztochron megkeresésének problémája tekinthető a variációszámítás kezdetének.

## Megoldás
Lásd: Ciklois